# Madison Burge
Madison Burge (Hutto (Texas), 17 oktober 1991) is een Amerikaanse actrice en zangeres.

## Biografie
Burge werd geboren en groeide op in Hutto (Texas) als jongste in een gezin van zeven kinderen. Zij doorliep de high school aan de Round Rock Christian Academy in Round Rock (Texas), hierna werd zij geaccepteerd aan de University of North Texas in Denton (Texas) maar wees dit af voor haar acteercarrière.
Burge begon in 2005 met acteren in de korte film Dear Viddy, waarna zij nog meerdere rollen speelde in films en televisieseries. Zij is vooral bekend van haar rol als Becky Sproles in de televisieserie Friday Night Lights waar zij in 26 afleveringen speelde (2009-2011).
Burge woont nu in Los Angeles waar zij naast acteren ook actief is als zangeres in de band You, Me and the Mountain.

## Filmografie

### Films
Uitgezonderd korte films.
- 2023 Big Boys - als Allie
- 2022 Christmas Bloody Christmas - als Lahna
- 2021 Alone with You - als Thea
- 2020 Lapsis - als Erica
- 2019 VFW - als Gutter
- 2019 Bliss - als Dezzy
- 2017 Night of the Babysitter - als de babysitter
- 2017 The Honor Farm - als Laila
- 2016 Stars Are Already Dead - als Law Willart
- 2016 Everybody Wants Some!! - als Val
- 2015 Divine Access - als Amber
- 2015 Dark Places - als vrouw in warenhuis
- 2014 The Loft - als Zoe Trauner
- 2014 Exists - als Dora
- 2013 Champion - als Madison
- 2012 Cowgirls 'n Angels - als Kansas
- 2011 Humans vs Zombies - als Tommi
- 2011 Seven Days in Utopia - als zus van Luke
- 2009 Wasting Away
- 2006 Jumping Off Bridges - als studente

### Televisieseries
Uitgezonderd eenmalige gastoptredens.
- 2019 Dark/Web - als Dorothy Weaver - 2 afl.
- 2017 What Would Diplo Do? - als Karen - 4 afl.
- 2015-2016 Chicago Fire - als Jessica 'Chili' Chilton - 17 afl.
- 2015-2016 Chicago Med - als Jessica 'Chili' Chilton - 2 afl.
- 2014 Star-Crossed - als Zoe - 7 afl.
- 2013 Dexter - als Niki Walters - 8 afl.
- 2011 The Lying Game - als Lexi Samuels - 3 afl.
- 2009-2011 Friday Night Lights - als Becky Sproles - 26 afl.

- Library of Congress Control Number: no2015041736
- Virtual International Authority File: 315191093
- WorldCat: E39PBJvhkpCTbRVwWfCHfKCWjC